# Фёлькерзам, Адриан фон
барон Адриан фон Фёлькерзам (нем. Adrian Freiherr von Fölkersam, при рождении Адриан Арминиевич фон Фёлькерзам; 20 декабря 1914, Петроград — 21 января 1945, Хоэнзальца) — германский разведчик-диверсант; штурмбаннфюрер СС (1945, посмертно). 

## Биография
Окончил классическую гимназию в Риге в 1933 году. В 1934 году изучал в Мюнхене, Кёнигсберге и Вене национальную экономику. В 1935 году вернулся в Латвию и был призван на военную службу. Симпатизировал национал-социалистическому движению, в Кёнигсберге состоял в штурмовых отрядах. Служил в чине ефрейтора в 9-м полку в Резекне. До марта 1940 года проживал в Риге, затем переехал в Германию. В качестве референта по восточным странам служил в Главном управлении имперской безопасности (Берлин) в чине штурмфюрера СС; специалист по экономическим и политическим вопросам России.
С мая 1940 года в полку особого назначения «Бранденбург-800». В звании лейтенанта командовал ударной «Балтийской ротой», составленную из русскоговорящих фольксдойче, литовцев, а также русских белоэмигрантов. Летом 1942 года отличился во время так называемого «Майкопского рейда». Действуя под именем майора Трухина, Фёлькерзам во главе группы русскоязычных диверсантов, одетых в советскую форму, проник в Майкоп и сумел дезорганизовать оборону города, облегчив частям вермахта захват Майкопа и прилегающих нефтепромыслов.
В 1944 году переведен в SS-Jagdverband начальником штаба, одновременно руководил истребительным соединением «Восток» («Ягдвербанд. Ост.»). Под командованием Отто Скорцени координировал деятельность немецких диверсионных частей на Восточном фронте. Разрабатывал планы похищения маршала Петэна и убийства маршала Тито, однако эти операции так и не были осуществлены. Вместе со Скорцени участвовал в похищении сына регента Венгрии Хорти-младшего (операция «Панцерфауст») и в последующем отстранении Хорти-старшего от власти.
Во время Арденнской операции в составе «боевой группы X» из 150-й танковой бригады участвовал в диверсионной операции «Гриф» (нем. Greif) с 16 по 21 декабря 1944 года, когда он был ранен.
Убит 21 января 1945 года при выходе из казармы при обороне Хоэнзальца (ныне Иновроцлав, Польша). Посмертно получил звание штурмбаннфюрера и почётную пряжку к Железному кресту.

## Семья
Сын искусствоведа А. Е. фон Фёлькерзама, внук Фабиана Иоганна Евгения фон Фёлькерзама, правнук губернатора Лифляндской губернии Е. Ф. фон Фёлькерзама.
Брат Адриана фон Фёлькерзама, служивший в полку специального назначения «Бранденбург 800», был взят в плен советскими войсками.

## Награды
- Железный крест 2-го и 1-го класса (1941 и 1942, соответственно)
- Рыцарский крест Железного креста (14.09.1942)
- Почётная пряжка на ленте для сухопутных войск (посмертно, 5.02.1945)